# Synageles occidentalis
Synageles occidentalis är en spindelart som beskrevs av Cutler 1988. Synageles occidentalis ingår i släktet Synageles och familjen hoppspindlar. Inga underarter finns listade i Catalogue of Life.